# Buru
Buru je jeden z největších ostrovů v souostroví Moluky a čtrnáctý největší ostrov Indonésie. Východněji leží větší ostrov Seram. Největším městem na Buru je Namlea na severovýchodním pobřeží.
Ostrov Buru je převážně hornatý. Většinu jeho povrchu pokrývají původní tropické deštné lesy, které byly v pobřežních nížinách vykáceny a na severu a severovýchodě ostrova přeměněny v důsledku opakovaného vypalování. Chráněná území pokrývají 1430 km².
Po státním převratu v roce 1965 byl na ostrově zřízen kárný tábor, kde bylo internováno přes dvanáct tisíc politických vězňů. Jedním z nich byl spisovatel Pramoedya Ananta Toer, který své vzpomínky zpracoval v knize Buru Quartet.